# Nesocryptias oahuensis
Nesocryptias oahuensis är en insektsart som beskrevs av Robert L. Usinger och Ashlock 1959. Nesocryptias oahuensis ingår i släktet Nesocryptias och familjen fröskinnbaggar. Inga underarter finns listade i Catalogue of Life.